# (1030) Vitja
(1030) Vitja est un astéroïde de la ceinture principale découvert le 25 mai 1924 par l'astronome russe Vladimir Albitzky.

Sa désignation provisoire était 1924 RQ.